# Pallasovskij rajon
Il Pallasovskij rajon (in russo Палласовский район?) è un rajon dell'oblast' di Volgograd, in Russia, il cui capoluogo è Pallasovka. Istituito nel 1941, ricopre una superficie di 12.360 chilometri quadrati e nel 2021 ospitava una popolazione di circa 39.000 abitanti.